# 徐京华 (1958年)
徐京华（英語：Sam Pa，1958年2月28日—），男，中華人民共和國與非洲国家的中間人，為中国国际基金（英語：China International Fund，CIF，簡称中基公司）的实际掌门人。著名例子為向出口石油至中國的安哥拉，2004年至2014年間，是僅次於沙烏地阿拉伯向中国出口石油最多的国家，而中國企业承包該國的交通和住房的基礎建設，而中国石油化工集团（簡称中石化），也取得石油区块的权益。
英國《金融時報》引述非洲某礦業公司執行長，將徐京华比為英國殖民非洲的塞西爾·羅德斯，是一位想再一次征服非洲的殖民主義者。

## 生平
2013年9月，徐京华以中国国际基金有限公司创始人、安东石油董事局主席的身份应邀出席银川大学2013级新生军训汇报表演暨开学典礼
。
英國《泰晤士報》引述國際監督組織「環球證人」（Global Witness）報告，指以香港為基地的中國商人徐京華向辛巴威中央情報組織（CIO）提供大筆資金，其中一億美元抹黑總統穆加貝的政敵，以確保徐京華財團在鑽石開採、棉花及房地產的利益
徐京华于2015年10月8日在北京一家酒店被带走。据财新网报道，徐京华与原中石化集团总经理苏树林被调查的事情相互牵连。